# Drepanophycales
Drepanophycales er en uddød orden i Ulvefod-klassen. Der er fundet nogle få forsteninger, som stammer fra silurperioden, men langt de fleste er fra devon (ca. 419 millioner år f.v.t til ca. 359 millioner f.v.t.). Fundene er gjort i Europa, Rusland, Kina, Australien og Nordamerika. Ordenen ses også beskrevet under navnene Asteroxylales eller Baragwanathiales.

## Beskrivelse
Drepanophycales er en orden af uddøde karplanter fra silur- og devonperioderne. Stænglen kan have en tykkelse fr nogle mm op til flere cm med længder fra nogle cm op til adskillige m. De er oprette eller opstigende, af og til tvedelte og forsynet med ægte rødder, der udgår fra stænglens bund. Karstrengene er dels en aktinosteler og dels trakeider af primitiv type (en såkaldt G-type). Stænglen er enten dækket af mikrofyller (blade med en enkelt karstreng eller ”åre”), eller med bladagtige udvækster, der har karagtige spor frem til fremspringets vedhæftning, men ikke længere. Planterne har ikke de megasporer og mikrosporer, der kendes fra f.eks. frøplanterne, og sporangiet udvikles enkeltvis og udskilles via en enkelt spalte
| Familier |

- Drepanophycaceae
- Asteroxylaceae[2]